# Oksana Švecová
Oksana Švecová (ukrajinsky Оксана Олександрівна Швець, 10. února 1955 – 17. března 2022, Kyjev, Ukrajina) byla ukrajinská herečka, od roku 1996 zasloužilá umělkyně Ukrajiny.

## Životopis
Oksana Švecová vystudovala v roce 1975 herectví při Divadle Ivana Franka a poté v roce 1986 divadelní fakultu na Kyjevské národní univerzitě divadla, filmu a televize Ivana Karpenko-Karyho. Působila v hudebně-dramatickém divadle v Ternopilu, v Kyjevském divadle satiry a v Mladém divadle.
Zemřela 17. března 2022 při raketovém útoku ruské armády na bytový dům v Kyjevě v 21. den ruské invaze na Ukrajinu.

## Filmografie
- Zítra bude zítra
- Tajemství svatého Patrika
- Dům s liliemi
- Návrat Muchtara